# Hermentaire Truc
Hermentaire Truc (1857-1929) est un ophtalmologiste français.

## Biographie
Hermentaire Truc est né à Draguignan le 8 juin 1857, dans une famille pauvre. Tout en travaillant, il réussit à passer ses deux baccalauréats. Il s'inscrit à la Faculté de médecine de Lyon, dont il sort diplômé en 1885. En 1886, il est nommé assistant à la Faculté de médecine de Montpellier. En 1890, il y est nommé professeur d'ophtalmologie, chaire qu'il occupe durant 36 ans.
Il a été à l'origine de la création de la Clinique d'ophtalmologie en 1892,. Il a fondé les Écoles-Ateliers d'aveugles régionaux de Montpellier en 1898 et en a été le directeur jusqu'en 1928 et l'École de rééducation des aveugles de guerre en 1915.
En 1912, le roi du Cambodge, Sisowath, atteint de la cataracte doit être opéré. C'est le professeur Truc qui est choisi. Il se rend en bateau à Phnom-Penh, puis opère avec succès le roi à Saïgon. Il rentre en France après une absence de trois mois et demi, est reçu à l’Élysée par le Président Fallières et est promu Officier de la Légion d’Honneur pour service éminent rendu à la France.
À l'occasion de la célébration de son jubilé, une médaille fut gravée par Henri Dropsy,.
Il était membre de l'Académie des sciences et lettres de Montpellier.
Il meurt le 24 février 1929,,.
Sa fille, Émilie, a épousé Charles Dejean qui sera lui-même Professeur de clinique ophtalmologique de la faculté de médecine de Montpellier,.

## Publications
- Titres et travaux scientifiques, Montpellier, E. Montane, 1926
- « Phantopsies ou fantasmagories visuelles d'origine oculaire », Annales d'oculistique, vol. 162, 1925, p. 649–655
- Soldats Aveugles, Aveugles de Guerre, Imprimerie Générale du Midi, 1917 [lire en ligne]
- Hygiène oculaire et inspection des écoles, A. Maloine, 1911 [lire en ligne]
- Histoire de l'ophtalmologie à l'École de Montpellier du XIIe au XXe siècle, A. Maloine, 1907 [lire en ligne]
- L'évolution de l'ophtalmologie à l'école de Montpellier, Impr. génér. du Midi, 1905
- La Clinique ophtalmologique de Montpellier depuis sa fondation (1887-1904), Delord-Boehm et Martial, 1905
- L'enseignement de l'anatomie et de la scolarité médicale, Delord-Boehm et Martial, 1904
- « Une chaire des yeux à l'ancien Collège de chirurgie de Montpellier (1788) », Annales d'oculistique, vol. cxxxii, 1904, p. 199–206
- Essai sur la chirurgie du poumon dans les affections non traumatiques, Alcan, 1885 [lire en ligne]

## Distinctions
- Chevalier de la Légion d'honneur, 1906[5]
- Officier de la Légion d'honneur, 1913[5]
- Commandeur de la Légion d'honneur, 1928[5]

## Autres
- Portrait de Hermentaire Truc par Etienne-William Cot, huile sur toile[13]
- L'Allée Hermantaire Truc à Montpellier présente une plaque commémorative du Professeur Truc[Note 3],[9]